# Erwin Teufel

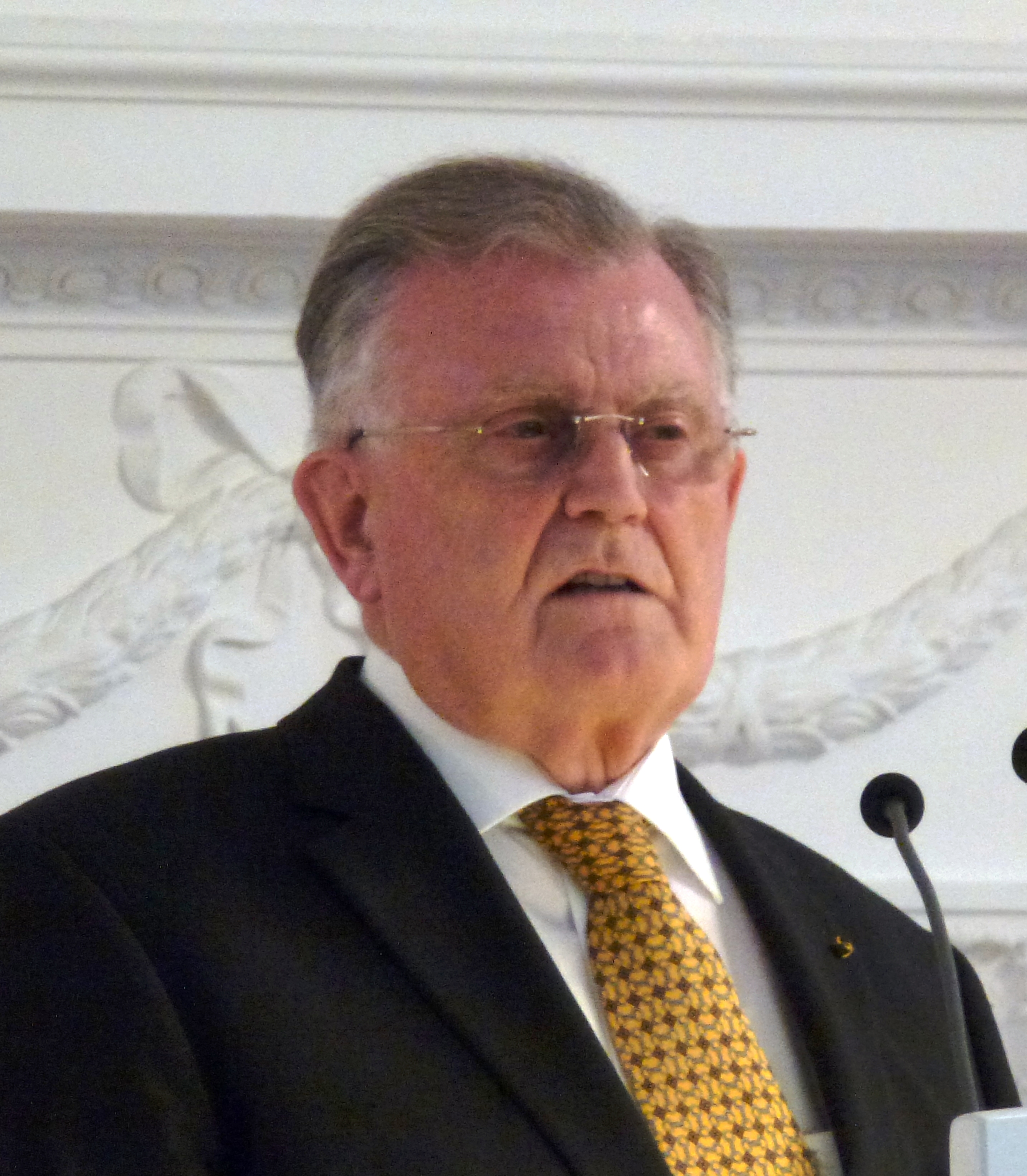
Erwin Teufel en 2011

Erwin Teufel (nacido el 4 de septiembre de 1939 en Zimmern ob Rottweil) es un político alemán de la CDU. Teufel fue el líder de la facción parlamentaria de la CDU en el parlamento estatal (Landtag) de Baden-Wurtemberg entre 1978 y 1991. Fue ministro-presidente de Baden-Wurtemberg y presidente estatal de la CDU entre 1991 y 2005, sirviendo como presidente del Bundesrat en 1996/97. Teufel es miembro honorario del AV Cheruskia Tübingen, una asociación estudiantil católica. Está casado y tiene cuatro hijos.